# Bjarne Frang
Bjarne Frang (ur. 28 kwietnia 1893 – zm. 14 października 1973) – norweski łyżwiarz szybki, brązowy medalista mistrzostw Europy.

## Kariera
Największy sukces w karierze Bjarne Frang osiągnął w 1914 roku, kiedy zdobył brązowy medal podczas mistrzostw Europy w Berlinie. W zawodach tych wyprzedzili go jedynie jego rodak, Oscar Mathisen oraz Rosjanin Wasilij Ippolitow. W poszczególnych biegach Frang był drugi na 500 i 1500 m oraz czwarty na dystansach 5000 i 10 000 m. W tym samym roku zajął ósme miejsce na wielobojowych mistrzostwach świata w Kristianii, gdzie był między innymi drugi na 500 m i trzeci na 1500 m. Na rozgrywanych rok wcześniej mistrzostwach świata w Helsinkach był dziewiąty w wieloboju. Frang jeden raz znalazł się tam w pierwszej trójce, zajmując trzecie miejsce w biegu na 500 m. Brał także udział w wielobojowych mistrzostwach świata w Kristianii w 1912 roku, jednak nie awansował do finału. Nigdy nie zdobył medalu mistrzostw Norwegii w wieloboju, jednak w 1917 roku był najlepszy na 500 m.